# Темнопёрый угрехвост
Темнопёрый угрехвост (лат. Plotosus limbatus) — вид лучепёрых рыб семейства угрехвостых сомов. Распространены в западной части Индийского океана. Максимальная длина тела 50 см.

## Описание
Тело удлинённое, сплюснутое в передней части и несколько сжатое с боков в задней части, сужается к хвостовой части. Чешуя отсутствует. Голова относительно большая, верхний профиль головы выпуклый от окончания рыла до начала спинного плавника. Глаза большие, диаметр глаза составляет 11—20% длины головы. Рот окружают четыре пары усиков. Носовая пара расположена между передними и задними ноздрями, окончания носовых усиков достигают середины или заднего края глаза. Вторая пара расположена на верхней челюсти в углах рта; окончания усиков почти достигают края жаберной крышки. На нижней челюсти две пары усиков. Зубы на верхней челюсти заострённые, расположены в двух прямоугольных участках по 2—4 рядов в каждом. Зубы на нижней челюсти расположены в двух участках примерно по 4 ряда в каждом; передние зубы заостренные, задние зубы моляроподобные. Зубы на нёбе расположены в виде треугольного участка, заостренные или моляроподобные. На переднем крае первой жаберной дуги от 25 до 25 жаберных тычинок; на задней части — от 0 до 10 гребнеобразных тычинок. Сосочки редко присутствуют на жаберных дугах, никогда не бывают червеобразной формы. В первом спинном плавнике один колючий и 4—6 мягких лучей; последний мягкий луч раздвоенный у основания. Во втором спинном плавнике 106—133 мягких лучей. В анальном плавнике 87—126 мягких лучей. Хвостовой плавник с 9—11 лучами соединяется со вторым спинным и анальным плавниками в единый длинный плавник с 210—243 лучами. В грудных плавниках 1 колючий и 13—16 мягких лучей. В брюшных плавниках 12—16 мягких лучей. На середине брюха за анальным плавником расположен дендритный орган.
Колючие лучи первого спинного и грудных плавников связаны с ядовитыми железами, и их укол может нанести очень болезненную рану.
После фиксации тело от красноватого до тёмно-коричневого цвета, более светлое в нижней части. Плавники часто черновато-коричневые, обычно с чёрной каймой.
Максимальная длина тела 50 см, обычно до 30 см.

## Биология
Морские прибрежные рыбы. Обитают на рифах, в открытых прибрежных районах и эстуариях. Взрослые особи встречаются поодиночке или небольшими группами, обычно под уступами или в углублениях рифов; молодь образует плотные скопления на открытых участках. Питаются лонными ракообразными, моллюсками и иногда рыбами.	

## Ареал
Распространены в западной части Индийского океана от юга Индии (штат Тамилнад и Малабарский берег) до восточного побережья Африки (на юг до города Найсна Западной Капской провинции ЮАР).